# Opistharsostethus simulans
Opistharsostethus simulans är en insektsart som beskrevs av Schmidt 1911. Opistharsostethus simulans ingår i släktet Opistharsostethus och familjen spottstritar. Inga underarter finns listade i Catalogue of Life.